# Arthritica bifurca

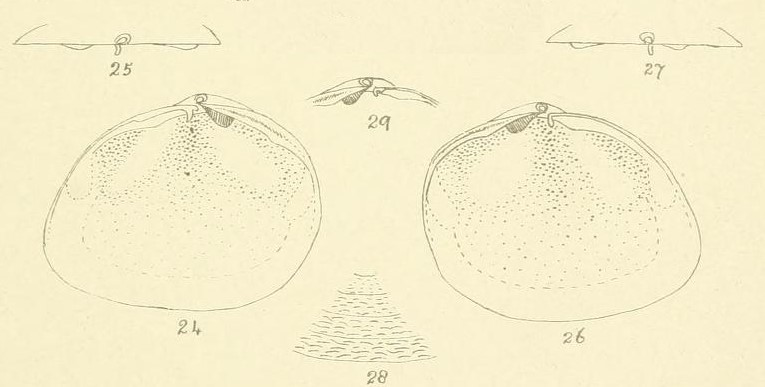
Arthritica bifurca (aus Webster, 1908, Taf. 21, Fig. 25–29)

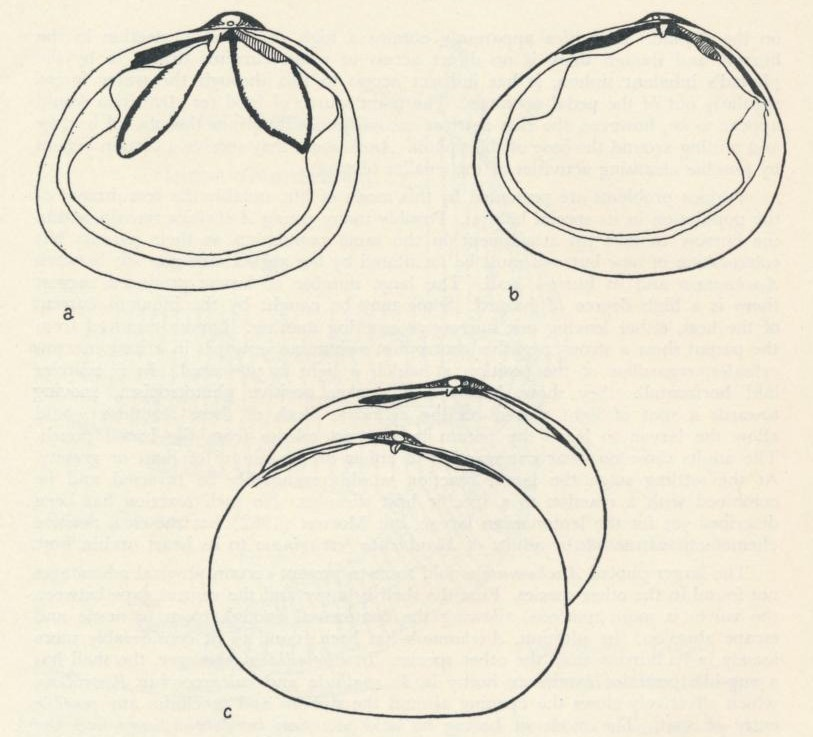
Arthritica bifurca (aus Ponder, 1965, Fig. 4a-c)

Arthritica bifurca ist eine marine Muschel-Art aus der Familie der Lasaeidae. Sie kommt in den Gewässern um Neuseeland vor.

## Merkmale
Die gleichklappigen Gehäuse werden bis etwa 6 mm lang (der Holotyp misst 4 mm in der Länge, 3,25 mm in der Höhe und 2 mm in der Dicke). Sie sind ungleichseitig, die Wirbel sitzen deutlich hinter der Mittellinie. Die Wirbel sind klein und sind nach vorne eingedreht, treten aber kaum hervor. Die Gehäuse sind im Umriss rundlich-oval. Der vordere Dorsalrand ist weit gewölbt und fällt etwas flacher ab als der hintere, fast gerade Dorsalrand. Der Vorderrand ist eng gerundet, der Hinterrand wirkt etwas abgestutzt. Der Ventralrand ist weit gerundet.
Das Ligament ist intern hinter der Mitte (bzw. dem Wirbel). Extern ist kein Ligament sichtbar, auch keine Lunula. Das Schloss besteht aus einem Hauptzahn in jeder Klappe, manchmal ist auch noch ein kleiner Höcker unter dem Wirbel der rechten Klappe vorhanden. In der linken Klappe kann eine Verdickung am Rand auftreten. In beiden Klappen ist je ein vorderer und ein hinterer Seitenzahn vorhanden. Gelegentlich tritt auch noch ein zweiter hinterer Seitenzahn in beiden Klappen auf. Die Mantellinie ist ganzrandig. Es sind zwei, etwa gleich große Schließmuskeln vorhanden.
Die Schale ist hellgrau. Die Ornamentierung besteht aus konzentrischen Anwachsstreifen, die unterschiedliche Dichte und unterschiedliche Intensität haben. Die unterteilen das Gehäusefeld in konzentrische Bänder. Der Prodissoconch ist durchscheinend und besitzt keine Anwachsstreifen.

## Unterschiede
Die Art unterscheidet sich von der nahe verwandten Art Arthritica crassiformis im Umriss und durch den dickeren Habitus. Auch ist die Schale dünner, und die Art besitzt eine feine, transverse lineare Ornamentierung, die Arthritica crassiformis fehlt.

## Geographische Verbreitung, Lebensraum und Lebensweise
Die Art ist in den Gewässern um Neuseeland verbreitet und kommt dort in wenigen Meter Wassertiefe vor.
Die Art lebt meist auf der inneren Oberfläche – nahe dem Kopfende – in den Bauten des Röhrenwurms Pectinaria australis als Kommensale. Sie kommt aber auch etwas seltener frei lebend auf der Sedimentoberfläche von tonigen oder tonig-sandigen Böden vor.
Arthritica bifurca ist ein funktionaler Zwitter, der immer beide Geschlechtsdrüsen ausgebildet hat. Die Eier werden in der Mantelhöhle befruchtet und in einer Bruttasche in der Mantelhöhle zunächst zurückgehalten. Insgesamt wurden pro Individuum und Brut zwischen 5 und 5016 Larven gebildet. Nur 8½ bis 20 Tage liegen zwischen zwei Bruten. Die Befruchtung der Eier findet in der Mantelhöhle statt. Die Larven werden etwa eine Woche zurückgehalten und dann meist alle zusammen als Veliger-Larven ins freie Wasser entlassen. Die Larven besitzen zum Schlüpfzeitpunkt ein D-förmiges Gehäuse (Prodissoconch I) von 110 bis 143 µm Länge. In der folgenden Zeit wird ab einer Größe von 150 bis 169 µm der Prodissoconch II gebildet (Umbo-Phase). Die Larven wachsen noch weiter bis etwa 270 µm, bevor sie metamorphosieren und zum Bodenleben übergehen.

## Taxonomie
Das Taxon wurde 1908 von William Henry Webster in der Kombination Kellia bifurca erstmals beschrieben. Es ist die Typusart der Gattung Arthritica Finlay, 1926. MolluscaBase nennt als Synonym Lasaea neozelanica Suter, 1913.